# Кларк, Джозеф
Джозеф Кларк (англ. Joseph Clarke; род. 3 ноября 1992, Сток-он-Трент, Стаффордшир) — британский каякер. Олимпийский чемпион 2016 года в дисциплине «байдарки-одиночки», многократный чемпион мира и Европы в командных соревнованиях.

## Биография

### Детство
Джо Кларк родился 3 ноября 1992 года в английском городе Сток-он-Трент. Впервые он сел в лодку в возрасте 8 лет во время скаутского похода. После этого Джо подал заявку на вступление в каноистский клуб Стэффорда и Стоуна, однако не был принят ввиду юного возраста. Позднее ему всё же удалось вступить в клуб, и в 2004 году в возрасте 11 лет Кларк принял участие в первых для себя соревнованиях.